# Viridarium
Els jardins romans (llatí:  Horti) s'inspiraven en gran manera en els jardins grecs i estaven ubicats generalment al peristil. Els jardins romans eren interiors. L'horticultura ornamental va evolucionar substancialment durant el desenvolupament de la civilització romana. Els administradors de l'Imperi Romà (c.100 aC - 500) varen intercanviar informació activament sobre l'agricultura, l'horticultura, la ramaderia, la hidràulica, i la botànica. Els Jardins de Lucul·le (Horti Lucullani) a Pincio a prop de Roma va introduir el jardí persa a Europa, al voltant del 60 aC. El jardí era un lloc de pau i tranquil·litat - un refugi de la vida urbana - i un lloc ple de significat religiós i simbòlic. Com es va desenvolupar la cultura romana i es va convertir cada vegada més influenciada per les civilitzacions a través del comerç exterior, l'ús ampliat dels jardins i horts en última instància va prosperar a l'antiga Roma.

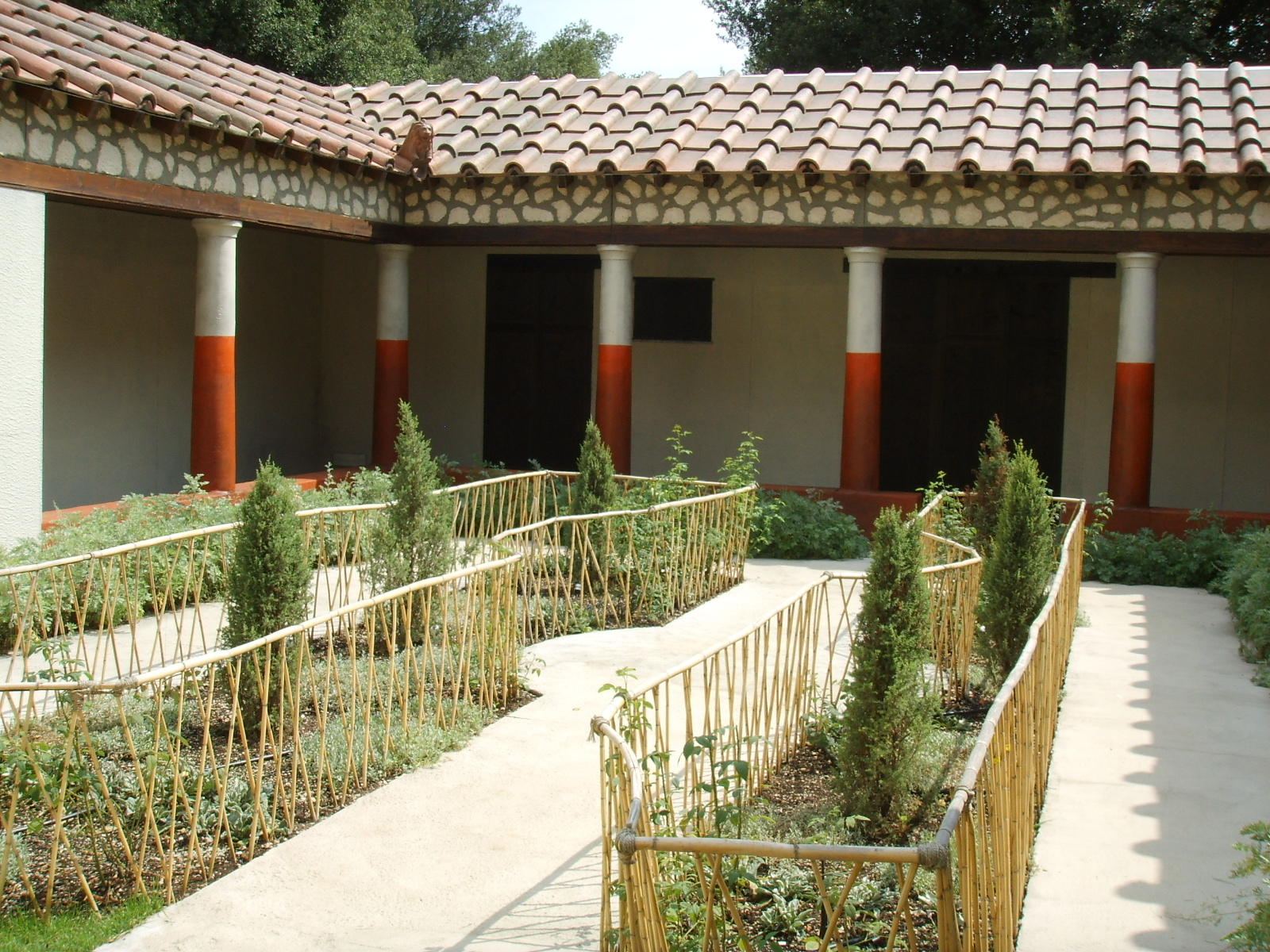
La reconstrucció del jardí de la Casa dels Pintors de Pompeia

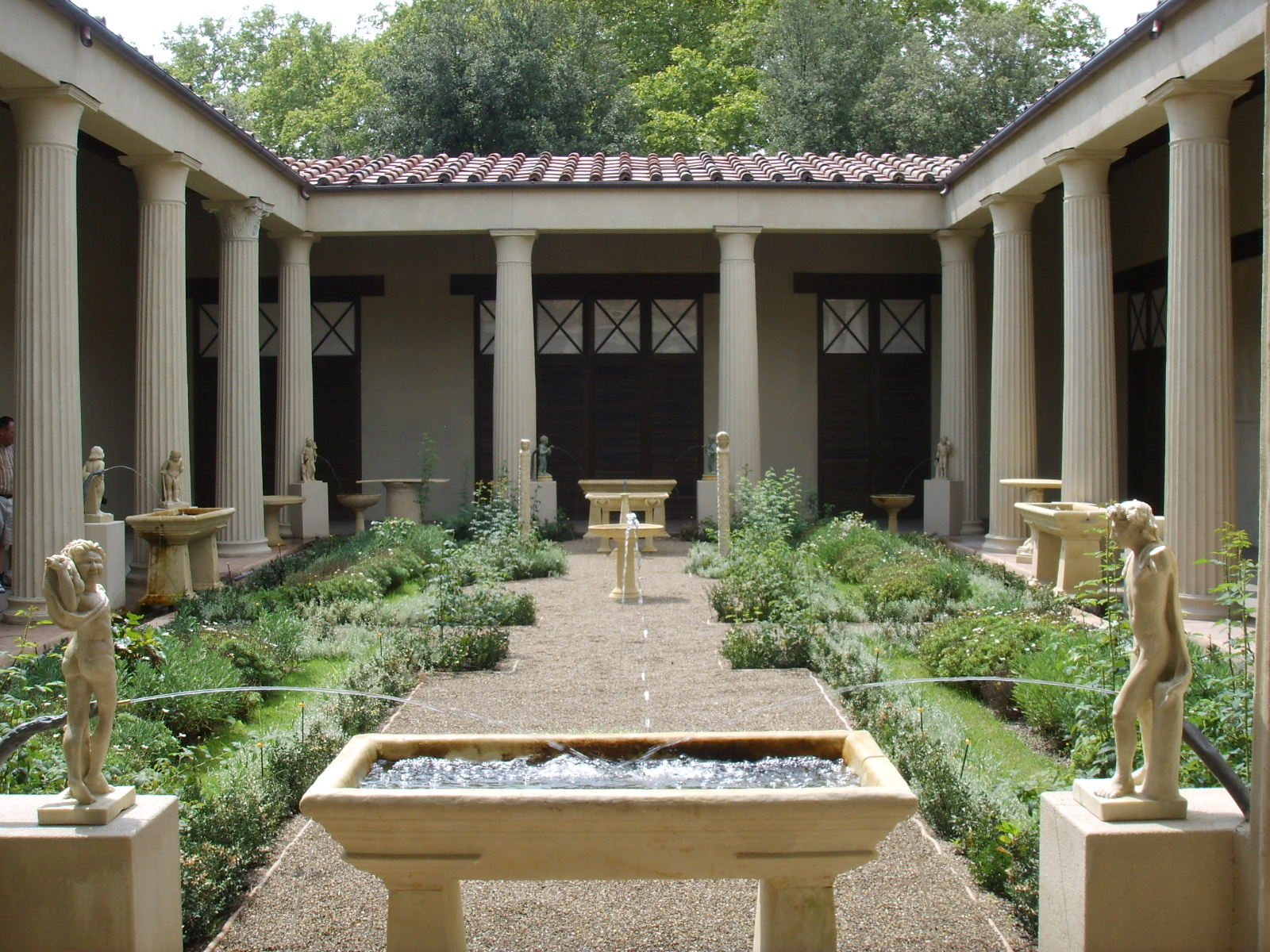
Reconstrucció del jardí romà de la Casa dei Vettii de Pompeia

## Influències
Els jardins romans van ser influenciats pels egipcis, perses, grecs i les seues tècniques de jardineria. Ja existien jardins a Egipte el 2800 aC. Durant la 18a dinastia d'Egipte, les tècniques de jardineria, es desenvolupen plenament embellint les cases dels rics. Es van desenvolupar pòrtics per connectar la casa amb l'espai exterior i crear espais de vida a l'aire lliure. Els jardins perses havien estat desenvolupats d'acord amb les necessitats dels àrids territoris àrabs. Els jardins eren tancats per protegir-los de la sequera i eren rics i fèrtils, en contrast amb el sec i àrid terreny Pèrsic. Els jardins grecs d'origen agrícola, van servir al propòsit funcional de la fruticultura. Alexandre el Gran va conquerir part d'Àsia occidental, la qual cosa va comportar noves varietats de fruites i plantes provocant un renovat interès per l'horticultura entre els grecs.

## Propòsit
A la civilització grega, els jardins es van utilitzar per embellir els temples, així com per a crear espais de recreació. Es diu que Cimó d'Atenes va fer caure els murs del seu jardí per convertir-lo en un espai públic. Obre tribunals peristil van ser dissenyats pels grecs a les llars es fusionen amb el món exterior. A l'antic Latium, cada finca comptava amb un jardí. D'acord amb Cató el Vell, cada jardí ha d'estar a prop de la casa i ha de tenir llits de flors i arbres ornamentals. Horaci va escriure que durant els seus jardins de flors es va convertir en un temps .. indulgència nacional August va construir el Liviae Pòrtic, un jardí públic en Equitine Hill a Roma. Fora de Roma, els jardins tendien a multiplicar-se als centres de la riquesa.